# Novembre (film)
Novembre is een Franse film uit 2022, geregisseerd door Cédric Jimenez. De film is gebaseerd op de aanslagen in Parijs in november 2015.

## Verhaal
In januari 2015 weet Abdelhamid Abaaoud te ontsnappen aan een internationale politieoperatie in Athene waar Fred, commissaris van de Franse onderdirectoraat voor terrorismebestrijding, aanwezig is. Tien maanden later op 13 november 2015 troffen de aanslagen in Parijs, waarbij 130 mensen om het leven kwamen. Vijf eindeloze dagen lang leidde de eenheid voor terrorismebestrijding het onderzoek naar de arrestatie van terroristen die vluchtten tussen Parijs, de voorsteden, Brussel en Marokko, inclusief telefoontaps en getuigenissen, voorafgaand aan de inval op 18 november 2015 in Saint-Denis.

## Rolverdeling
| Acteur             | Personage |
| ------------------ | --------- |
| Jean Dujardin      | Fred      |
| Anaïs Demoustier   | Inès      |
| Sandrine Kiberlain | Héloïse   |
| Jérémie Renier     | Marco     |
| Lyna Khoudri       | Samia     |
| Cédric Kahn        | Martin    |

## Ontvangst
Op Rotten Tomatoes heeft Novembre een waarde van 82% en een gemiddelde score van 6,80/10, gebaseerd op 17 recensies.

## Release
De film ging in première op 22 mei 2022, buiten de competitie op het Filmfestival van Cannes en verscheen op 5 oktober 2022 in de Franse bioscoop.

## Prijzen en nominaties
| Jaar | Prijs    | Categorie                   | Genomineerde(n)                                                | Uitslag     |
| ---- | -------- | --------------------------- | -------------------------------------------------------------- | ----------- |
| 2023 | César    | Beste regisseur             | Cédric Jimenez                                                 | Genomineerd |
| 2023 | César    | Beste acteur                | Jean Dujardin                                                  | Genomineerd |
| 2023 | César    | Beste actrice in een bijrol | Anaïs Demoustier                                               | Genomineerd |
| 2023 | César    | Beste actrice in een bijrol | Lyna Khoudri                                                   | Genomineerd |
| 2023 | César    | Beste montage               | Laure Gardette                                                 | Genomineerd |
| 2023 | César    | Beste geluid                | Cédric Deloche, Alexis Place, Gwennolé Le Borgne & Marc Doisne | Genomineerd |
| 2023 | César    | Beste visuele effecten      | Mikaël Tanguy                                                  | Genomineerd |
| 2023 | Magritte | Beste acteur in een bijrol  | Jérémie Renier                                                 | Genomineerd |